# Atlanta United FC
Atlanta United FC är en professionell fotbollsklubb i Atlanta i Georgia i USA som spelar i Major League Soccer (MLS). Hemmamatcherna spelas på Mercedes-Benz Stadium.

## Historia
Klubben grundades den 16 april 2014 när MLS tillkännagav att en ny klubb skulle placeras i Atlanta till säsongen 2017. Klubben, vars namn då inte var klart, skulle ägas av den amerikanska affärsmannen Arthur Blank, som även ägde Atlanta Falcons i National Football League (NFL), och skulle dela hemmaarena med Falcons i deras planerade nya arena. Drygt ett år senare meddelade klubben att namnet skulle vara Atlanta United FC och visade samtidigt upp klubbens logotyp i färgerna rött, svart och guld.
I september 2016 anställde klubben argentinaren Gerardo Martino som klubbens första tränare. Han hade tidigare tränat Barcelona och varit Argentinas förbundskapten. Strax efter tillkännagav klubben att man skulle spela sina första hemmamatcher under debutsäsongen på Bobby Dodd Stadium, där Georgia Techs lag i amerikansk fotboll normalt spelade, fram till dess att den nya hemmaarenan Mercedes-Benz Stadium var färdigbyggd senare under sommaren. Först hade man tänkt spela på bortaplan till dess att den nya arenan var klar, men dessa planer övergavs.
Intresset var stort inför klubbens första säsong och man sålde över 30 000 säsongsbiljetter, ett nytt MLS-rekord för en nybildad klubb.

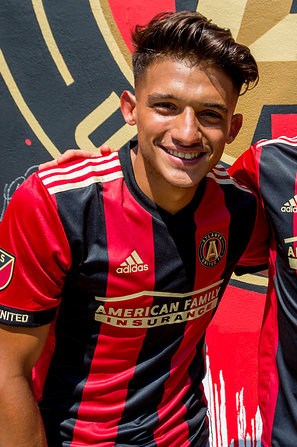
Yamil Asad gjorde klubbens första mål genom tiderna.

Klubben spelade sin första match i MLS den 5 mars 2017 hemma mot New York Red Bulls inför 55 297 åskådare, men förlorade med 1–2. Klubbens första mål i MLS någonsin gjordes av argentinaren Yamil Asad. Den första segern kom en vecka senare borta mot Minnesota United, som också var nykomlingar i ligan, med hela 6–1. Till slut blev det en fjärdeplats i Eastern Conference och en plats i slutspelet. Där mötte man i första omgången Columbus Crew, men förlorade efter en mållös match på straffar.
Klubben satte under debutsäsongen publikrekord för MLS grundserie avseende en match (71 874), hemmapubliksnitt (48 200) och total hemmapublik (819 404). Man drog 67 221 åskådare till sin enda slutspelsmatch, publikrekord för MLS i slutspelssammanhang.
Under klubbens andra säsong satte man nytt publikrekord för MLS i mitten av juli när 72 243 åskådare kom för att se matchen mot Seattle Sounders. Man kvalificerade sig för Concacaf Champions League 2019 eftersom man hade det högsta sammanlagda antalet poäng av alla klubbar i MLS från USA under säsongerna 2017 och 2018. Klubben hamnade på andra plats i Eastern Conference och slog sina egna publikrekord för MLS avseende hemmasnitt (53 002) och total hemmapublik (901 033). I slutspelet slog man först ut New York City och därefter New York Red Bulls för att kvalificera sig för finalen, MLS Cup. Där hade man fördel av hemmaplan och inför 73 019 åskådare, nytt publikrekord för MLS, vann man matchen över Portland Timbers med 2–0 och blev MLS-mästare redan under klubbens andra säsong.
Inför säsongen 2019 anlitades nederländaren Frank de Boer som ny huvudtränare. Atlantas debut i Concacaf Champions League slutade med förlust i kvartsfinalen mot mexikanska Monterrey med 1–3 sammanlagt i mars. I mitten av augusti vann Atlanta den andra upplagan av Campeones Cup, där föregående års MLS-mästare mötte vinnaren av Mexikos Campeón de Campeones, där höstsäsongens och vårsäsongens mästare i Liga MX möttes. I matchen slog Atlanta Club América med 3–2 i en match som spelades i Atlanta. Bara ett par veckor senare vann klubben för första gången US Open Cup efter vinst i finalen över Minnesota United med 2–1, återigen på hemmaplan. I MLS hamnade klubben för andra året i rad på andra plats i Eastern Conference och man slog ut både New England Revolution och Philadelphia Union innan det tog stopp i konferensfinalen mot Toronto.
I och med segern i US Open Cup 2019 kvalificerade sig Atlanta för Concacaf Champions League för andra året i rad. Den turneringen avbröts dock mitt under kvartsfinalerna på grund av coronaviruspandemin, och samma sak hände med MLS-säsongen efter bara två omgångar. När MLS-säsongen återupptogs i juli med en turnering kallad MLS is Back Tournament förlorade Atlanta alla sina tre matcher utan att göra ett enda mål. Efter det kom klubben och tränaren de Boer överens om att han omedelbart skulle sluta och han ersattes tillfälligt av skotten Stephen Glass, som flyttades upp från farmarklubben Atlanta United 2. I mitten av augusti stod det klart att US Open Cup 2020 ställdes in helt på grund av coronaviruspandemin. MLS-säsongen blev en stor besvikelse och Atlanta slutade på tolfte plats (tredje sist) i Eastern Conference. I Champions League, som återupptogs i december, åkte man ut i kvartsfinalen mot mexikanska Club América med sammanlagt 1–3. Ett par dagar senare blev argentinaren Gabriel Heinze klar som ny huvudtränare.
Atlanta fick 2021 för tredje året i rad en plats i Concacaf Champions League. Platsen fick man för andra året i rad för vinsten i US Open Cup 2019, eftersom cupen inte spelades 2020. Där blev det respass mot Philadelphia Union i kvartsfinalen med sammanlagt 1–4. I mitten av juli fick Heinze sparken som tränare efter bara två vinster på de första 13 matcherna i MLS. Han ersattes tillfälligt av den assisterande tränaren, amerikanen Rob Valentino. I samma veva meddelade USA:s fotbollsförbund att US Open Cup ställdes in för andra året i rad på grund av coronaviruspandemin.

## Säsonger
| Major League Soccer | Major League Soccer | Major League Soccer | Major League Soccer | US Open Cup | US Open Cup    | Champions League | Champions League | Leagues Cup | Leagues Cup     |
| Säsong              | Konferens           | Placering           | Slutspel            | Säsong      | Resultat       | Säsong           | Resultat         | Säsong      | Resultat        |
| ------------------- | ------------------- | ------------------- | ------------------- | ----------- | -------------- | ---------------- | ---------------- | ----------- | --------------- |
| 2017                | Eastern             | 4:a (av 11)         | Utslagsomgången     | 2017        | Åttondelsfinal |                  |                  |             |                 |
| 2018                | Eastern             | 2:a (av 11)         | Mästare             | 2018        | Åttondelsfinal |                  |                  |             |                 |
| 2019                | Eastern             | 2:a (av 12)         | Semifinal           | 2019        | Mästare        | 2019             | Kvartsfinal      | 2019        | Ej inbjuden     |
| 2020                | Eastern             | 12:a (av 14)        | Ej kvalificerad     | 2020        | Inställd       | 2020             | Kvartsfinal      | 2020        | Inställd        |
| 2021                | Eastern             |                     |                     | 2021        | Inställd       | 2021             | Kvartsfinal      | 2021        | Ej kvalificerad |

## Spelartrupp
| 1  | USA | Brad Guzan       | 9 september 1984 | Middlesbrough (-17) |
| 22 | USA | Josh Cohen       | 18 augusti 1992  | Maccabi Haifa (-24) |
| 31 | USA | Quentin Westberg | 25 april 1986    | Toronto FC (-23)    |

| 2  | Venezuela | Ronald Hernández | 21 september 1997 | Aberdeen (-21)       |
| 3  | Irland    | Derrick Williams | 17 januari 1993   | DC United (-24)      |
| 4  | Peru      | Luis Abram       | 27 februari 1996  | Granada (-23)        |
| 5  | Norge     | Stian Gregersen  | 17 maj 1995       | Bordeaux (-24)       |
| 11 | USA       | Brooks Lennon    | 22 september 1997 | Real Salt Lake (-20) |
| 18 | Portugal  | Pedro Amador     | 18 december 1998  | Moreirense (-24)     |
| 21 | Bolivia   | Efraín Morales   | 4 mars 2004       | Atlanta United FC    |
| 24 | USA       | Noah Cobb        | 20 juli 2005      | Atlanta United FC    |
| 47 | USA       | Matthew Edwards  | 16 februari 2003  | Atlanta United FC    |

| 6  | Polen               | Bartosz Slisz     | 29 mars 1999     | Legia Warszawa (-24) |
| 8  | Frankrike           | Tristan Muyumba   | 7 mars 1997      | Guingamp (-23)       |
| 9  | Georgien            | Saba Lobzhanidze  | 18 december 1994 | Hatayspor (-23)      |
| 13 | USA                 | Dax McCarty       | 30 april 1987    | Nashville SC (-24)   |
| 23 | USA                 | Adyn Torres       | 13 november 2007 | Atlanta United FC    |
| 25 | USA                 | Luke Brennan      | 24 februari 2005 | Atlanta United FC    |
| 28 | USA                 | Tyler Wolff       | 13 februari 2003 | Atlanta United FC    |
| 30 | USA                 | Nick Firmino      | 30 januari 2001  | Union Omaha (-22)    |
| 35 | Trinidad och Tobago | Ajani Fortune     | 30 december 2002 | Atlanta United FC    |
| 59 | Ryssland            | Aleksej Mirantjuk | 17 oktober 1995  | Atalanta (-24)       |

| 16 | Portugal | Xande Silva    | 16 mars 1997     | Dijon (-23)                  |
| 19 | Mexiko   | Daniel Ríos    | 22 februari 1995 | Chivas (-24)                 |
| 20 | Colombia | Edwin Mosquera | 27 juni 2001     | Independiente Medellín (-22) |
| 29 | Senegal  | Jamal Thiaré   | 31 mars 1993     | Le Havre (-23)               |

### Utlånade spelare
| Nr | Land      | Pos | Namn                                                    |
| -- | --------- | --- | ------------------------------------------------------- |
| -  | Argentina | MF  | Franco Ibarra (i Rosario Central till 31 december 2024) |

| Nr | Land      | Pos | Namn                                                |
| -- | --------- | --- | --------------------------------------------------- |
| -  | Argentina | MF  | Santiago Sosa (i Racing Club till 31 december 2024) |

## Tränare
Klubben har haft följande huvudtränare:
| Tränare             | Säsong(er) | Källa  |
| ------------------- | ---------- | ------ |
| Gerardo Martino     | 2017–2018  | [ 12 ] |
| Frank de Boer       | 2019–2020  | [ 29 ] |
| Stephen Glass (tf.) | 2020       | [ 42 ] |
| Gabriel Heinze      | 2021       | [ 46 ] |
| Rob Valentino (tf.) | 2021–      | [ 49 ] |